# Arthur C. Clarke

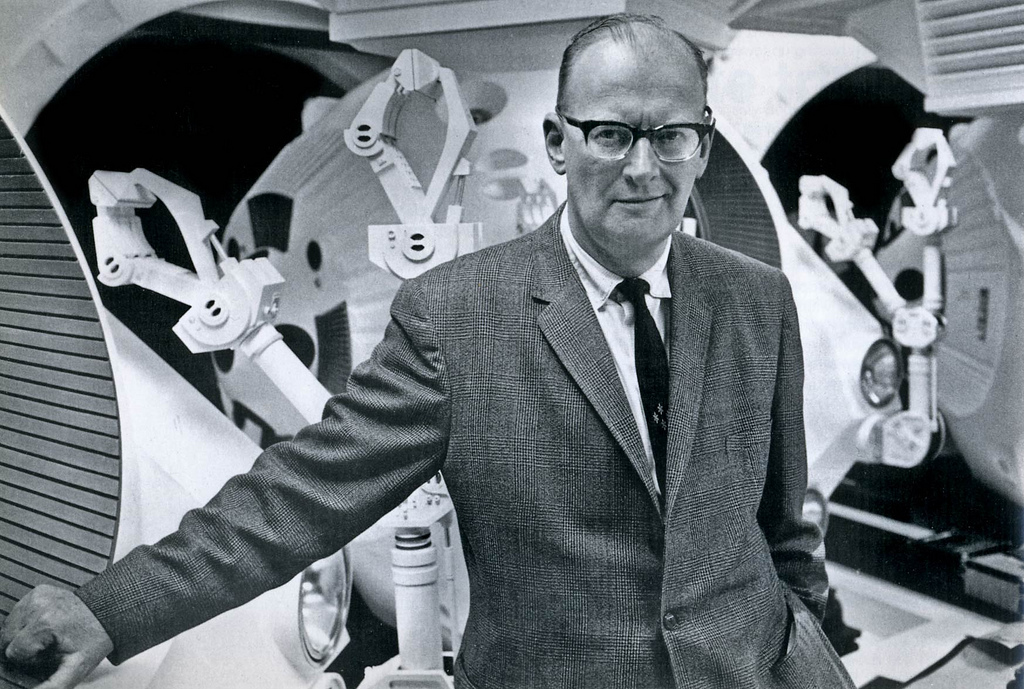
Arthur C. Clarke (1965)

Sir Arthur Charles Clarke, CBE, FRAS, Sri Lankabhimanya, (* 16. Dezember 1917 in Minehead, Somerset, England; † 19. März 2008 in Colombo, Sri Lanka) war ein britischer Science-Fiction-Schriftsteller und Physiker. Durch den Film 2001: Odyssee im Weltraum von Stanley Kubrick, der auf einer Kurzgeschichte Clarkes beruht und dessen Drehbuch Clarke gemeinsam mit Kubrick schrieb, wurde er auch außerhalb der Science-Fiction-Szene bekannt. Clarke gilt als Visionär neuer Techniken, die er außer in Science-Fiction-Romanen und -Kurzgeschichten auch in wissenschaftlichen Artikeln beschrieb. Mit Isaac Asimov und Robert A. Heinlein wird er oft zu den „Big Three“ der englischsprachigen Science Fiction gezählt.

## Leben
Da Arthur C. Clarke aus finanziellen Gründen ein Studium zunächst verwehrt blieb, arbeitete er anfangs als Bilanzprüfer. Bereits Ende der 1930er Jahre schrieb er Geschichten, inspiriert von den Science-Fiction-Magazinen seiner Jugend. Während des Zweiten Weltkrieges war er als Radar-Spezialist zum Ground Controlled Approach in der Royal Air Force im Einsatz. Diese Erfahrungen liegen dem Roman Glide Path zugrunde. Nach dem Krieg studierte er Mathematik und Physik am King’s College London, wo er 1948 seinen Abschluss erreichte.
Clarke war ein Teilnehmer der weltweit ersten Science Fiction Convention im Jahr 1937. Schon früh an den Möglichkeiten interessiert, die der Weltraum der Menschheit bieten könnte, wurde er Mitglied der British Interplanetary Society.
Seit 1951 war er freischaffender Schriftsteller. Er heiratete im Juni 1953 Marilyn Mayfield. Die Ehe währte aber nur bis zum Dezember desselben Jahres, und Clarke zog 1956 nach Colombo auf Sri Lanka.
1988 wurde bei ihm Kinderlähmung diagnostiziert, so dass er später auf einen Rollstuhl angewiesen war. Der Tsunami vom 26. Dezember 2004 zerstörte seine Tauchschule bei Hikkaduwa an der Südwestküste Sri Lankas; sie wurde wenig später wieder aufgebaut.
Clarke starb im März 2008 in einem Krankenhaus in Sri Lanka, wo er wegen Atemproblemen behandelt wurde.

### Science-Fiction-Autor

Arthur C. Clarke (2005)

Clarkes Werk hatte prägenden Einfluss auf das Genre der Science Fiction. Viele nachfolgende Autoren führen ihn als Vorbild an. Er zählte zu den wissenschaftlich-technischen Visionären des Genres. 
Seine Romane und Erzählungen stehen unter dem Zeichen technischer Errungenschaften und des Griffs nach den Sternen. Mit der starken naturwissenschaftlich-technischen Ausrichtung zählt Clarkes belletristisches Werk zum Subgenre der Hard Science-Fiction. Auch die Möglichkeiten menschlicher Evolution beschäftigten Clarke immer wieder, etwa in zwei seiner wichtigsten Romane Die letzte Generation (Childhoods End) und 2001: Odyssee im Weltraum.
Viele von Clarkes Werken setzen auf aktuellen wissenschaftlichen Erkenntnissen und Anwendungen auf. Sie spielen in einer nicht weit entfernten Zukunft und beschreiben Technik, die aus heutiger Sicht bereits möglich oder zumindest denkbar ist. Typische Themen sind hier die Erforschung oder Besiedlung des Mondes oder anderer Planeten des Sonnensystems. Daneben stehen Werke, die in einer weit entfernten Zukunft spielen oder technische Entwicklungen zum Thema haben, die die heutigen Möglichkeiten weit übersteigen.
Clarke veröffentlichte bereits Ende der 1930er Jahre frühe Werke in einigen Fanzines. Seine erste kommerzielle Veröffentlichung war die Kurzgeschichte Loophole, die 1946 in der Zeitschrift Astounding Science Fiction erschien. In der Kurzgeschichte Technical Error, die 1950 unter dem Titel The Reversed Man in der Zeitschrift Thrilling Wonder Stories erschien, beschreibt er, wie ein Angestellter eines Kraftwerks, in dem mit supraleitenden Materialien gearbeitet wird, „seitlich verdreht“ wird.
Clarke hat in den 1950er Jahren maßgeblich daran mitgearbeitet, das Meer und das Maritime im futuristischen Roman zu zeigen (z. B. in Dolphin Island) und war als einer der Ersten aus schierer Liebhaberei ein Taucher. The Ghost from the Grand Banks handelt von dem Versuch, die Titanic zu heben. Die Idee der Aquakultur, der systematischen „Befarmung“ der Weltmeere, ist auf sein Werk zurückzuführen.
In dem frühen Roman Childhood’s End (1953) entwickelt Clarke den Gedanken einer allumfassenden und übermächtigen Macht oder Intelligenz, die das Universum durchdringt und beeinflusst. Der Roman ist auch stark von Clarkes damaliger Beschäftigung mit dem Übersinnlichen geprägt.
Clarkes bekanntestes Werk ist wohl 2001: Odyssee im Weltraum. Der Roman entstand in Anlehnung an das gemeinsam mit Stanley Kubrick erarbeitete Drehbuch für den gleichnamigen Film aus dem Jahr 1968, der wiederum zum Teil auf mehreren Kurzgeschichten Clarkes basiert, darunter The Sentinel von 1948 und Begegnung im Morgengrauen von 1950. Die drei Nachfolgeromane (2010: Odyssey Two, 2061 – Odyssey Three und 3001: The Final Odyssey) waren ebenfalls erfolgreich, aber weniger als das ursprüngliche Werk.
Ein weiteres Hauptwerk Clarkes ist der vierbändige Rama-Zyklus, dessen erster Teil Rendezvous with Rama (dt.: Rendezvous mit 31/439) im Jahr 1973 erschien. Die Folgebände, die in Zusammenarbeit mit Gentry Lee entstanden, erschienen 1989 bis 1993. In diesem Werk verknüpft Clarke das Thema „Eindringling ins Sonnensystem“ erneut mit dem Topos der übermächtigen außerirdischen Intelligenz.
Auch die zwischen 2004 und 2007 erschienene, in Zusammenarbeit mit Stephen Baxter verfasste Trilogie A Time’s Odyssey (Wächter-Zyklus) nimmt das Motiv einer außerirdischen Intelligenz auf.
Clarkes Werk enthält auch humoristische Elemente. In der 1957 erschienenen Kurzgeschichtensammlung Tales from the White Hart (dt. 1984: Geschichten aus dem weißen Hirschen) werden naturwissenschaftliche Erkenntnisse auf scheinbar logische Weise, jedoch mit absurden, teils katastrophalen Konsequenzen angewendet.

### Wissenschaftler und Visionär

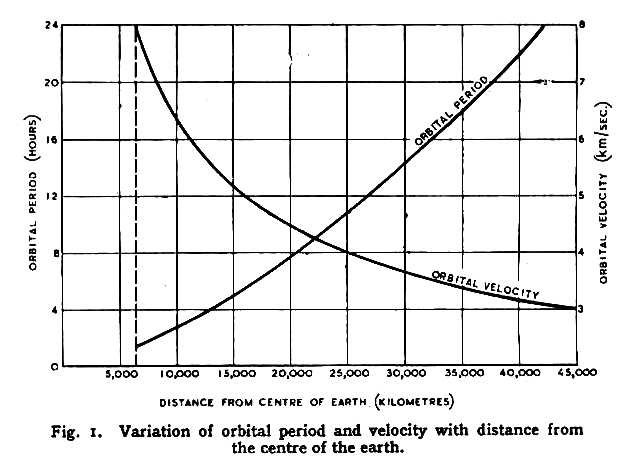
Überlegungen zur Umlaufgeschwindigkeit eines Satelliten in Abhängigkeit von der Bahnhöhe (1945)

Clarke beschäftigte sich auch außerhalb seiner belletristischen Werke eingehend mit den Möglichkeiten von Naturwissenschaften und Technik. Er war einer der Ersten, welche die Idee, geostationäre Satelliten zur technischen Kommunikation zu nutzen, beschrieben und durchrechneten. 1945 erschien sein Aufsatz Extra-terrestrial Relays – Can Rocket Stations Give World-wide Radio Coverage? in der wissenschaftlichen Zeitschrift Wireless World; (siehe Diagramm). 1964 erlebte er, wie diese Idee mit Syncom 3 in der Wirklichkeit umgesetzt wurde. Der geostationäre Orbit wird im englischen Sprachraum auch Clarke Exobelt (CEB) bzw. Clarke Orbit genannt.
In dem 1962 erstmals erschienenen essayistischen Werk Profile der Zukunft vertritt er die Auffassung, dass Zukunftsprognosen oftmals an einem Mangel an Mut und Phantasie kranken, dass Vorhersagen folglich oftmals eher zu pessimistisch als zu optimistisch seien. In diesem Zusammenhang stellte er das erste der drei „Clarkeschen Gesetze“ auf, die heute zu den am meisten zitierten Grundregeln der Science Fiction zählen. Während einige seiner eigenen Prognosen, wie die bemannte Raumfahrt und die Erforschung und Besiedelung anderer Himmelskörper, rückblickend zu optimistisch waren, war er mit anderen Vorhersagen recht präzise. So beschrieb er bereits 1964 recht genau das heutige Internet.
Clarke war zwar nicht der Erste, der die Möglichkeit eines Weltraum-Liftes beschrieb, sein Roman Fahrstuhl zu den Sternen (1979) hat jedoch dafür gesorgt, dass dieses Konzept erstmals von einer breiten Öffentlichkeit rezipiert wurde.

## Auszeichnungen und Ehrungen
Clarkes Werke wurden vielfach ausgezeichnet, mehrfach auch mit dem Hugo Award, dem Nebula Award und dem Locus Award, den renommiertesten Preisen im Bereich der Science-Fiction.
Für sein Lebenswerk erhielt Clarke 1986 den Damon Knight Memorial Grand Master Award und 1997 wurde er in die Science Fiction Hall of Fame aufgenommen. 2004 erhielt Clarke den Robert A. Heinlein Award für seine „beständigen Werke von visionärer aber zugleich lesbarer spekulativer Science Fiction“.
Arthur C. Clarke wurde 1961 mit dem Kalinga-Preis für die Popularisierung der Wissenschaft ausgezeichnet.
Sowohl ein Asteroid (4923) Clarke als auch eine Dinosaurierart (Serendipaceratops arthurcclarkei) wurden nach Clarke benannt. Clarke war Mitglied der Skeptics Society, die das skeptische und das wissenschaftliche Denken fördert.
1989 wurde Clarke als Commander of the Order of the British Empire (CBE) ausgezeichnet, ehe er 2000 in Anerkennung seines literarischen und wissenschaftlichen Schaffens als Knight Bachelor zum Ritter geschlagen wurde, womit der Namenszusatz „Sir“ verbunden ist. Da es ihm seine Gesundheit nicht erlaubte, zur Zeremonie nach England zu reisen, leitete der UK High Commissioner von Sri Lanka in Colombo die entsprechende Zeremonie.
Die 2001 Mars Odyssey-Mission trägt den Namen in Anlehnung an seinem Roman 2001: Odyssee im Weltraum.
Am 14. November 2005 hat ihm Sri Lanka den höchsten zivilen Orden, den Sri Lankabhimanya (Der Stolz Sri Lankas) verliehen, in Anerkennung für seinen Beitrag zur Forschung und Technologie und dem Bekenntnis zu seiner Wahlheimat.
Clarkes Literaturpreise:
- 1952 International Fantasy Award für The Exploration of Space als bestes Sachbuch
- 1956 Hugo Award für The Star als beste Kurzgeschichte
- 1961 Kalinga-Preis für die Popularisierung der Wissenschaft
- 1972 Locus Award für A Meeting with Medusa als beste Kurzgeschichte
- 1973 Locus Award für The Wind from the Sun als beste Sammlung
- 1973 Nebula Award für A Meeting with Medusa als beste Erzählung
- 1974 British Science Fiction Association Award für Rendezvous with Rama
- 1974 Hugo Award für Rendezvous with Rama als bester Roman
- 1974 John W. Campbell Memorial Award für Rendezvous with Rama
- 1974 Jupiter Award für Rendezvous with Rama als bester Roman
- 1974 Locus Award für Rendezvous with Rama als bester Roman
- 1974 Nebula Award für Rendezvous with Rama als bester Roman
- 1974 Seiun Award für A Meeting with Medusa als beste ausländische Kurzgeschichte
- 1980 Hugo Award für The Fountains of Paradise als bester Roman
- 1980 Nebula Award für The Fountains of Paradise als bester Roman
- 1980 Seiun Award für Rendezvous with Rama als bester fremdsprachiger Roman
- 1982 Forry Award
- 1983 Analog Award für New Communications Technologies and the Developing World in der Kategorie „Fact Article“
- 1986 SFWA Grand Master Award
- 1997 Science Fiction Hall of Fame in der Kategorie „Living Inductee“
- 2001 Gaylactic Spectrum Award für Imperial Earth in der Kategorie „Hall of Fame“
- 2001 Gallun Award
- 2002 First Fandom Hall of Fame Award
- 2004 Retro Hugo Award für The Nine Billion Names of God als beste Kurzgeschichte
- 2004 Robert A. Heinlein Award
- 2005 Geffen Award für Childhood’s End als bestes SF-Buch
- 2014 Retro Hugo Award für How We Went to Mars als beste Kurzgeschichte

## Bibliografie

### Romane
- Prelude to Space (1951, auch als Master of Space, 1954, und The Space Dreamers, 1970)
  - Deutsch: Die Erde lässt uns los. Übersetzt von Herbert Roch. Weiss, 1954. Auch als: Aufbruch zu den Sternen. Bastei Lübbe Science Fiction Bestseller #22048, 1982.
- The Sands of Mars (1951)
  - Deutsch: Projekt: Morgenröte. Übersetzt von Herbert Roch. Weiss, 1953.
- Islands in the Sky (1952)
  - Deutsch: Inseln im All. Übersetzt von Lothar Heinecke. Astron-Bücherei, 1958. Goldmanns Weltraum Taschenbücher #06, 1962.
- Against the Fall of Night (1953)
  - Deutsch: Vergessene Zukunft. Übersetzt von Elisabeth Simon. Ullstein 2000 #84, 1975, ISBN 3-548-13103-4. Auch als: Diesseits der Dämmerung. Übersetzt von Walter Brumm. Heyne SF&F #8789, 1993, ISBN 3-453-06429-1.
- Childhood’s End (1953)
  - Deutsch: Die letzte Generation. Übersetzt von Else von Hollander-Lossow. Weiss, 1960. Überarbeitete Übersetzung: Heyne (Meisterwerke der Science Fiction), 2003, ISBN 3-453-87534-6.
- Earthlight (1955)
  - Deutsch: Um die Macht auf dem Mond. Übersetzt von Else von Hollander-Lossow. Weiss, 1957. Auch als: Erdlicht. Übersetzt von Harro Christensen. Bastei Lübbe Science Fiction Bestseller #22066, 1984, ISBN 3-404-22066-8.
- The City and the Stars (1956, revidierte Fassung von Against the Fall of Night)
  - Deutsch: Die sieben Sonnen. Übersetzt von Tony Westermayr. Goldmanns Zukunftsromane #13, 1960. Auch als: Die Stadt und die Sterne. Heyne (Meisterwerke der Science Fiction), 2011, ISBN 978-3-453-53397-4.[8]
- The Deep Range (1957)
  - Deutsch: In den Tiefen des Meeres. Übersetzt von Else von Hollander-Lossow. Weiss, 1957. Goldmanns Weltraum Taschenbücher #011, 1962.
- A Fall of Moondust (1961)
  - Deutsch: Im Mondstaub versunken. Übersetzt von Tony Westermayr. Goldmanns Zukunftsromane #29, 1962.
- Glide Path (1963, behandelt die Entwicklung des ersten Ground Controlled Approach-Radarsystems für den Landeanflug von Flugzeugen)
- Dolphin Island (1963)
  - Deutsch: Die Delphininsel. Übersetzt von Hans-Georg Noack. Boje-Weltraumabenteuer, 1974, ISBN 3-414-12830-6. Auch als: Die Delphin-Insel. Bastei Lübbe Science Fiction Abenteuer #23050, 1985, ISBN 3-404-23050-7.
- Sunjammer. Boys’ Life Magazin, 1964 (Zukunftsroman).
- 2001: A Space Odyssey (1968)
  - Deutsch: 2001: Odyssee im Weltraum. Übersetzt von Egon Eis. Econ, 1969. Taschenbuch: Heyne SF&F #3259/3260, 1970.
- Rendezvous with Rama (1973)
  - Deutsch: Rendezvous mit 31/439. Übersetzt von Roland Fleissner. Marion von Schröder, 1975, ISBN 3-547-71876-7. Taschenbuch: Heyne Allgemeine Reihe #5370, 1977. Auch als: Rendezvous mit Rama. Bastei Lübbe SF&F #24371, 2008, ISBN 978-3-404-24371-6.
- Imperial Earth (1975)
  - Deutsch: Makenzie kehrt zur Erde heim. Übersetzt von Thomas Schlück. Marion von Schröder, 1977, ISBN 3-547-71877-5. Taschenbuch: Heyne SF&F #3645, 1979, ISBN 3-453-30558-2.
- The Fountains of Paradise (1979)
  - Deutsch: Fahrstuhl zu den Sternen. Übersetzt von Klaus Mahn. Moewig (M. V. Bibliothek Science Fiction), 1979, ISBN 3-8118-0173-2. Taschenbuch: Bastei Lübbe Allgemeine Reihe #13012, 1985, ISBN 3-404-13012-X.
- 2010: Odyssey Two (1982)
  - Deutsch: Odyssee 2010 – Das Jahr, in dem wir Kontakt aufnehmen. Übersetzt von Irene Holicki. Scherz, 1985, ISBN 3-502-10131-0. Taschenbuch: Heyne Allgemeine Reihe #6680, 1986, ISBN 3-453-02284-X.
- The Songs of Distant Earth (1986)
  - Deutsch: Das Lied der fernen Erde. Übersetzt von Irene Holicki. Heyne Allgemeine Reihe #6813, 198, ISBN 3-453-02424-9.
- 2061: Odyssey Three (1988)
  - Deutsch: 2061 – Odyssee III. Übersetzt von Irene Holicki. Heyne Allgemeine Reihe #7709, 1988, ISBN 3-453-02565-2.
- mit Gentry Lee: Cradle[9] (1988)
  - Deutsch: Die Wiege der Zukunft. Übersetzt von Irene Holicki. Heyne Allgemeine Reihe #7887, 1989, ISBN 3-453-03312-4.
- mit Gentry Lee: Rama II (1989)
  - Deutsch: Rendezvous mit Übermorgen. Übersetzt von Roland Fleissner. Heyne Allgemeine Reihe #8187, 1991, ISBN 3-453-04590-4.
- The Ghost from the Grand Banks (1990)
  - Deutsch: Aus einem anderen Jahrtausend. Übersetzt von Andreas Brandhorst. Heyne Allgemeine Reihe #8387, 1992, ISBN 3-453-05316-8.
- mit Gregory Benford: Beyond the Fall of Night (1990)
  - Deutsch: Jenseits der Dämmerung.
- mit Gentry Lee: The Garden of Rama (1991)
  - Deutsch: Die nächste Begegnung. Übersetzt von Roland Fleissner. Heyne Allgemeine Reihe #8452, 1992, ISBN 3-453-05668-X.
- The Hammer of God (1993)
  - Deutsch: Der Hammer Gottes. Übersetzt von Marion Koppelmann. Heyne Allgemeine Reihe #13044, 2000, ISBN 3-453-16111-4.
- mit Gentry Lee: Rama Revealed (1993)
  - Deutsch: Nodus. Übersetzt von Roland Fleissner. Heyne Allgemeine Reihe #9724, 1996, ISBN 3-453-09247-3.
- mit Mike McQuay: Richter 10[9] (1996)
  - Deutsch: Stärke 10. Übersetzt von Kristiana Ruhl. Heyne, 1999, ISBN 3-453-15051-1.
- 3001: The Final Odyssey (1997)
  - Deutsch: 3001 – Die letzte Odyssee. Übersetzt von Irene Holicki. vgs, 1998, ISBN 3-8025-2559-0. Taschenbuch: Heyne Allgemeine Reihe #10603, 1999, ISBN 3-453-13671-3.
- mit Michael P. Kube-McDowell: The Trigger[9] (1999)
  - Deutsch: Waffenruhe. Übersetzt von Kristiana Ruhl. Heyne Allgemeine Reihe #13131, 2000, ISBN 3-453-16936-0.
- mit Stephen Baxter: The Light of Other Days[9] (2000)
  - Deutsch: Das Licht ferner Tage. Übersetzt von Martin Gilbert. Heyne Allgemeine Reihe #13257, 2001, ISBN 3-453-17803-3.
- mit Stephen Baxter: Time’s Eye – Book I of A Time’s Odyssey (2004)
  - Deutsch: Die Zeit-Odyssee. Übersetzt von Biggy Winter. Heyne Science Fiction #7065, 2005, ISBN 3-453-52037-8.
- mit Stephen Baxter: Sunstorm – Book II of A Time’s Odyssey (2005)
  - Deutsch: Sonnensturm. Übersetzt von Martin Gilbert. Heyne, 2006, ISBN 3-453-52125-0.
- mit Stephen Baxter: Firstborn – Book III of A Time’s Odyssey (2007)
  - Deutsch: Wächter. Übersetzt von Martin Gilbert. Heyne, 2009, ISBN 978-3-453-52496-5.
- mit Frederik Pohl: The Last Theorem (2008)
  - Deutsch: Das letzte Theorem. Übersetzt von Ingrid Herrmann-Nytko. Heyne, 2009, ISBN 978-3-453-52613-6.

### Sammlungen
- Expedition to Earth (1953)
  - Deutsch: Verbannt in die Zukunft. Goldmanns Zukunftsromane #10, 1960.
- Reach for Tomorrow (1956)
- Venture to the Moon (1956)
- Tales from the White Hart (1957)
  - Deutsch: Geschichten aus dem weißen Hirschen. 1984.
- The Other Side of the Sky (1957/1958)
  - Deutsch: Die andere Seite des Himmels. Goldmanns Zukunftsromane #25, 1961.
- Tales of Ten Worlds (1962)
  - Deutsch: Unter den Wolken der Venus. Goldmanns Zukunftsromane #47, 1963.
- The Nine Billion Names of God (1967)
- Of Time and Stars (1972)
- The Wind from the Sun (1972)
  - Deutsch: Science-Fiction-Stories 37. Ullstein 2000 #69 (3054), 1974, ISBN 3-548-03054-8.
- The Best of Arthur C. Clarke 1937–1971 (1973)
- The Best of Arthur C. Clarke 1937–1955 (1976)
- The Best of Arthur C. Clarke 1956–1972 (1977)
- The Sentinel (1983)
- Tales From Planet Earth (1990)
- More Than One Universe (1991)
- The Collected Stories of Arthur C. Clarke (2001)

Deutsche Ausgaben
- Ein Treffen mit Medusa. Bastei Lübbe Science Fiction Special #24086, 1986, ISBN 3-404-24086-3. Enthält die Erzählungen aus The Wind From The Sun und Reach For Tomorrow.

### Kurzgeschichten
1937
- Travel by Wire (in: Amateur Science Stories, #2, December 1937)

1938
- How We Went to Mars (in: Amateur Science Stories, #3, March 1938)
- Retreat From Earth (in: Amateur Science Stories, #3, March 1938)
  - Deutsch: Die alten Herren der Erde. Übersetzt von Tony Westermayr. In: Peter Wilfert (Hrsg.): Tor zu den Sternen. Goldmann Science Fiction #23400, 1981, ISBN 3-442-23400-X.

1939
- Into the Past (in: The Satellite, December 1939)

1940
- At the Mountains of Murkiness, or Lovecraft into Leacock (in: The Satellite, March 1940; auch: At the Mountains of Murkiness: or, From Lovecraft to Leacock, 1999; auch: At the Mountains of Murkiness, 1973)

1942
- Whacky (in: The Fantast, July 1942; als Ego)
- The Awakening (1942)
  - Deutsch: Das Erwachen. Übersetzt von Michael Nagula. In: Ein Treffen mit Medusa. 1986.

1946
- Loophole (in: Astounding Science Fiction, April 1946)
  - Deutsch: Raumfahrt verboten! Übersetzt von Tony Westermayr. In: Verbannt in die Zukunft. 1960.
- Rescue Party (in: Astounding Science Fiction, May 1946)
  - Deutsch: Rettungsexpedition. Übersetzt von Clark Darlton. In: Utopia-Science-Fiction-Magazin, #9. Pabel, 1957. Auch als: Die Retter. Übersetzt von Clark Darlton. In: Science-Fiction-Stories 28. Ullstein 2000 #51 (2980), 1973, ISBN 3-548-02980-9.
- Technical Error (1946, in: Fantasy No. 1; auch: The Reversed Man, 1950)
  - Deutsch: Technischer Irrtum. Übersetzt von Michael Nagula. In: Clark Darlton (Hrsg.): Utopia-Magazin 10. Pabel Utopia Magazin #10, 1957.

1947
- Castaway (1947, in: Fantasy No. 2; als Charles Willis)
  - Deutsch: Weggeschleudert. Übersetzt von Monika Hahn. In: Peter Haining (Hrsg.): Die Zukunftsmacher. Pabel (Terra Taschenbuch #261), 1975.
- The Fires Within (1947, in: Fantasy No. 3; als E. G. O’Brien)
  - Deutsch: Im Dunkel der Erde. Übersetzt von Michael Nagula. In: Ein Treffen mit Medusa. 1986.
- Inheritance (in: New Worlds, #3 (October) 1947; als Charles Willis)
  - Deutsch: Das Vermächtnis. Übersetzt von Tony Westermayr. In: Verbannt in die Zukunft. 1960.
- The Curse (1947; auch: Nightfall, 2000)
  - Deutsch: Vision einer Zukunft. Übersetzt von Maikell Michael. In: Peter Haining (Hrsg.): 22 Alptraum-Stories. Heyne Anthologie #45, 1975, ISBN 3-453-45018-3. Auch als: Der Fluch. Übersetzt von Michael Nagula. In: Ein Treffen mit Medusa. 1986. Auch als: Die Vision einer Zukunft. In: Christian Dörge (Hrsg.): Der silberne Spiegel. Apex, 2018, ISBN 978-3-7467-7457-2.
- The Fires Within (1947; als E G O’Brien)

1949
- History Lesson (in: Startling Stories, May 1949; auch: Expedition to Earth, 1954)
  - Deutsch: Geschichtsunterricht. Übersetzt von Tony Westermayr. In: Clark Darlton (Hrsg.): Utopia-Magazin 7. Pabel Utopia Magazin #7, 1956. Auch als: Die letzte Botschaft. Übersetzt von Tony Westermayr. In: Verbannt in die Zukunft. 1960.
- Transience (in: Startling Stories, July 1949)
  - Deutsch: Der Kreis ohne Ende. Übersetzt von Clark Darlton. In: Die andere Seite des Himmels. 1961.
- The Wall of Darkness (in: Super Science Stories, July 1949; auch: Wall of Darkness, 1974)
  - Deutsch: Der Wall der Finsternis. Übersetzt von Clark Darlton. In: Die andere Seite des Himmels. 1961.
- The Forgotten Enemy (1949, in: New Worlds, #5)
  - Deutsch: Der vergessene Feind. Übersetzt von Michael Nagula. In: Ein Treffen mit Medusa. 1986.
- The Lion of Comarre (in: Thrilling Wonder Stories, August 1949)
  - Deutsch: Der Traum von Comarre. Übersetzt von Heinz Zwack. In: Walter Spiegl (Hrsg.): Science-Fiction-Stories 19. Ullstein 2000 #33 (2924), 1972, ISBN 3-548-02924-8. Auch als: Der Löwe von Comarre. Übersetzt von Franz Rottensteiner. In: Hans Joachim Alpers (Hrsg.): Kopernikus 1. Moewig Science Fiction #3501, 1980, ISBN 3-8118-3501-7.
- Hide and Seek (in: Astounding Science Fiction, September 1949)
  - Deutsch: Versteckspiel. Übersetzt von Tony Westermayr. In: Verbannt in die Zukunft. 1960.
- Thirty Seconds – Thirty Days (in: Thrilling Wonder Stories, December 1949; auch: Breaking Strain, 1952)
  - Deutsch: Das Recht, zu überleben. Übersetzt von Tony Westermayr. In: Verbannt in die Zukunft. 1960.
- Transcience (1949)
  - Deutsch: Der Kreis ohne Ende. Übersetzt von Heinz Bingenheimer und Tony Westermayr. In: Die andere Seite des Himmels. 1961.
- Wall of Darkness (1949)
  - Deutsch: Der Wall der Finsternis. Übersetzt von Heinz Bingenheimer. In: Die andere Seite des Himmels. 1961.

1950
- Exile of the Eons (in: Super Science Stories, March 1950; auch: Nemesis, 1954)
  - Deutsch: Verbannt in die Zukunft. Übersetzt von Tony Westermayr. In: Verbannt in die Zukunft. 1960. Auch als: Tyrannenmord. Übersetzt von Rudolf Mühlstrasser. In: Science-Fiction-Stories 41. Ullstein 2000 #77 (3081), 1974, ISBN 3-548-03081-5.
- Guardian Angel (in: Famous Fantastic Mysteries, April 1950)
  - Deutsch: Schutzengel. In: Fremde aus dem All. Bastei Lübbe Science Fiction Special #24031, 1982, ISBN 3-404-24031-6.
- A Walk in the Dark (in: Thrilling Wonder Stories, August 1950)
  - Deutsch: Der Gang durch die Nacht. In: Utopia-Science-Fiction-Magazin, #19. Pabel, 1958. Auch als: Ein Gang durch die Nacht. Übersetzt von Michael Nagula. In: Ein Treffen mit Medusa. 1986.
- The Road to the Sea (1950; auch: Seeker of the Sphinx, 1951)
  - Deutsch: Der lange Weg. Übersetzt von Tony Westermayr. In: Unter den Wolken der Venus. 1963.
- Silence, Please! (Reihe Tales from the White Hart; in: Science-Fantasy, v 1 # 2, Winter 1950; als Charles Willis)
  - Deutsch: Ruhe, bitte! Übersetzt von Hilde Linnert. In: Geschichten aus dem Weißen Hirschen. 1984.
- Time’s Arrow (in: Science-Fantasy, v 1 # 1, Summer 1950)
  - Deutsch: Der Pfeil der Zeit. Übersetzt von Michael Nagula. In: Ein Treffen mit Medusa. 1986.

1951
- Captain Wyxtpthll’s Flying Saucer (in: Marvel Science Stories, May 1951; auch: Trouble with the Natives, 1956)
  - Deutsch: Ärger mit den Eingeborenen. Übersetzt von Michael Nagula. In: Ein Treffen mit Medusa. 1986. Auch als: Kapitän Wyxtpthlls fliegende Untertasse. Übersetzt von Erik Simon. In: Peter Haining (Hrsg.): Gefährliche Possen. Heyne SF&F #5909, 1997, ISBN 3-453-13343-9.
- Earthlight (in: Thrilling Wonder Stories, August 1951)
- Second Dawn (in: Science Fiction Quarterly, August 1951)
  - Deutsch: Die Rückkehr. Übersetzt von Tony Westermayr. In: Verbannt in die Zukunft. 1960.
- Superiority (in: The Magazine of Fantasy and Science Fiction, August 1951)
  - Deutsch: Die Überlegenen. Übersetzt von Tony Westermayr. In: Verbannt in die Zukunft. 1960. Auch als: Überlegenheit. Übersetzt von Dieter Winkler. In: Charles G. Waugh, Martin H. Greenberg und Isaac Asimov (Hrsg.): Faszination der Science Fiction. Bastei Lübbe Science Fiction Special #24068, 1985, ISBN 3-404-24068-5.
- If I Forget Thee, Oh Earth … (in: Future Combined with Science Fiction Stories, September 1951)
  - Deutsch: Am Horizont – die Erde. Übersetzt von Tony Westermayr. In: Verbannt in die Zukunft. 1960. Auch als: Wenn ich dich je vergesse, Erde…. Übersetzt von Heinz Zwack. In: Manfred Kluge (Hrsg.): Schöne Zukunftswelt: Utopische Geschichten. Heyne Allgemeine Reihe #6611, 1985, ISBN 3-453-02205-X. Auch als: Wenn ich dich je vergesse, Erde …. Übersetzt von Heinz Nagel. In: Brian W. Aldiss und Wolfgang Jeschke (Hrsg.): Titan 23. Heyne SF&F #4171, 1985, ISBN 3-453-31133-7.
- The Seeker of the Sphinx (1951)
  - Deutsch: Der lange Weg. Übersetzt von Tony Westermayr. In: Unter den Wolken der Venus. 1963.
- Sentinel of Eternity (Reihe A Space Odyssey; in: 10 Story Fantasy, Spring 1951; auch: The Sentinel, 1953; auch: 2001: A Space Odyssey, 1995)
  - Deutsch: Der Wachposten. Übersetzt von Tony Westermayr. In: Verbannt in die Zukunft. 1960. Auch als: Der kosmische Wächter. Übersetzt von Horst Pukallus. In: Hans Joachim Alpers und Werner Fuchs (Hrsg.): Die Fünfziger Jahre I. Hohenheim (Edition SF im Hohenheim Verlag), 1981, ISBN 3-8147-0010-4. Auch als: Der Wächter. Übersetzt von Irene Holicki. In: James E. Gunn (Hrsg.): Von Heinlein bis Farmer. Heyne (Bibliothek der Science Fiction Literatur #94), 1989, ISBN 3-453-03466-X.

1952
- All the Time in the World (in: Startling Stories, July 1952)
  - Deutsch: Alle Zeit der Welt. Übersetzt von Walter Ernsting. In: Die andere Seite des Himmels. 1961.[10]
- The Possessed (1952)
  - Deutsch: Das Vermächtnis des Schwarms. Übersetzt von Birgit Reß-Bohusch. In: Der Mensch und das Universum und andere Stories. Moewig (Terra #551), 1968. Auch als: Die Besessenen. Übersetzt von Heinz Nagel. In: Brian W. Aldiss und Wolfgang Jeschke (Hrsg.): Titan 18. Heyne SF&F #3920, 1982, ISBN 3-453-30846-8.

1953
- The Nine Billion Names of God (1953, in: Frederik Pohl (Hrsg.): Star Science Fiction Stories)
  - Deutsch: Die neun Milliarden Namen Gottes. Übersetzt von Leopold Voelker. In: Nur ein Marsweib und andere Science Fiction-Stories. Ullstein Bücher #248, 1959. Auch als: Alle Namen Gottes. Übersetzt von Tony Westermayr. In: Die andere Seite des Himmels. 1961.
- The Parasite (in: Avon Science Fiction and Fantasy Reader, April 1953)
  - Deutsch: Der Parasit. Übersetzt von Michael Nagula. In: Ein Treffen mit Medusa. 1986.
- Jupiter Five (in: If, May 1953)
  - Deutsch: Jupiter V. Übersetzt von Clark Darlton. In: Utopia-Science-Fiction-Magazin, #8. Pabel, 1957. Auch als: Jupiter fünf. Übersetzt von Michael Nagula. In: Ein Treffen mit Medusa. 1986.
- Publicity Campaign (in: The Evening News, June 9, 1953)
  - Deutsch: Der Reklametrick. Übersetzt von Clark Darlton. In: Die andere Seite des Himmels. 1961.
- Encounter in the Dawn (Reihe A Space Odyssey; in: Amazing Stories, June-July 1953; auch: Expedition to Earth; auch: Encounter at Dawn, 1959)
  - Deutsch: Begegnung im Morgengrauen. Übersetzt von Tony Westermayr. In: Verbannt in die Zukunft. 1960.
- The Other Tiger (in: Fantastic Universe, June-July 1953)
  - Deutsch: Wer weiß, was Schlimmes lauert. Übersetzt von Tony Westermayr. In: Isaac Asimov, Martin H. Greenberg und Joseph D. Olander (Hrsg.): Feuerwerk der SF. Goldmann (Edition '84: Die positiven Utopien #8), 1984, ISBN 3-442-08408-3.
- So You’re Going to Mars? (1953)
  - Deutsch: Sie reisen zum Mars? Übersetzt von Heinz Gartmann. In: Über den Himmel hinaus: Unser Leben im Zeichen der Raumfahrt. Econ, 1960.
- Vacation in Vacuum (1953)
  - Deutsch: Ferien im Vakuum. Übersetzt von Heinz Gartmann. In: Über den Himmel hinaus: Unser Leben im Zeichen der Raumfahrt. Econ, 1960.

1954
- No Morning After (1954, in: August Derleth (Hrsg.): Time to Come)
  - Deutsch: Es gibt keinen vierten Morgen. Übersetzt von Clark Darlton. In: Die andere Seite des Himmels. 1961. Auch als: Die Gedankenbotschaft. Übersetzt von Wulf H. Bergner. In: August Derleth (Hrsg.): Paradies II. Heyne SF&F #3181, 1970.
- Armaments Race (Reihe Tales from the White Hart; 1954)
  - Deutsch: Wettrüsten. Übersetzt von Hilde Linnert. In: Geschichten aus dem Weißen Hirschen. 1984.
- Big Game Hunt (Reihe Tales from the White Hart; 1954)
  - Deutsch: Großwildjagd. Übersetzt von Hilde Linnert. In: Geschichten aus dem Weißen Hirschen. 1984.
- The Deep Range (1954)
  - Deutsch: Hirten der Tiefe. Übersetzt von Yoma Cap. In: Frederik Pohl und Wolfgang Jeschke (Hrsg.): Titan 2. Heyne SF&F #3507, 1976, ISBN 3-453-30397-0.
- Patent Pending (Reihe Tales from the White Hart; 1954)
  - Deutsch: Patent angemeldet. Übersetzt von Hilde Linnert. In: Geschichten aus dem Weißen Hirschen. 1984.
- The Star of the Magi (1954)
  - Deutsch: Der Stern der Weisen. Übersetzt von Klaus Sticker. In: Berichte über einen kleinen blauen Planeten. Übersetzt von Klaus Sticker. Bastei Lübbe Allgemeine Reihe #13027, 1985, ISBN 3-404-13027-8.

1955
- Refugee (in: The Magazine of Fantasy and Science Fiction, July 1955; auch: Royal Prerogative, 1957; auch: This Earth of Majesty, 1956)
  - Deutsch: Seine Majestät der König. Übersetzt von Birgit Reß-Bohusch. In: Anthony Boucher (Hrsg.): 20 Science Fiction-Stories. Heyne-Anthologien #2, 1963.
- The Star (in: Infinity Science Fiction, November 1955)
  - Deutsch: Der Stern. Übersetzt von Hans-Ulrich Nichau. In: Die andere Seite des Himmels. 1961.
- The Planets Are Not Enough (1955)
  - Deutsch: Die Planeten genügen nicht. Übersetzt von Klaus Sticker. In: Berichte über einen kleinen blauen Planeten. Übersetzt von Klaus Sticker. Bastei Lübbe Allgemeine Reihe #13027, 1985, ISBN 3-404-13027-8.

1956
- Security Check (in: The Evening News, January 13, 1956)
  - Deutsch: Spionage der Zukunft. Übersetzt von Clark Darlton. In: Die andere Seite des Himmels. 1961.
- What Goes Up … (Reihe Tales from the White Hart; in: The Magazine of Fantasy and Science Fiction, January 1956; auch: What Goes Up, 1961)
  - Deutsch: Was oben ist, muß runterkommen. Übersetzt von Hilde Linnert. In: Geschichten aus dem Weißen Hirschen. 1984.
- The Pacifist (Reihe Tales from the White Hart; in: Fantastic Universe, October 1956)
  - Deutsch: Der Pazifist. Übersetzt von Hilde Linnert. In: Geschichten aus dem Weißen Hirschen. 1984.
- The Reluctant Orchid (Reihe Tales from the White Hart; in: Satellite Science Fiction, December 1956; auch: An Orchid for Auntie, 1975)
  - Deutsch: Die widerspenstige Orchidee. Übersetzt von Hilde Linnert. In: Geschichten aus dem Weißen Hirschen. 1984.
- Robin Hood, F. R. S. (in: The Magazine of Fantasy and Science Fiction, December 1956; auch: Robin Hood on the Moon, 1975)
  - Deutsch: Robin Hood. Übersetzt von Clark Darlton. In: Die andere Seite des Himmels. 1961.
- The Starting Line (in: The Magazine of Fantasy and Science Fiction, December 1956)
  - Deutsch: Unternehmen Luna. Übersetzt von Clark Darlton. In: Die andere Seite des Himmels. 1961.
- All That Glitters (1956)
  - Deutsch: Alles, was glänzt. Übersetzt von Clark Darlton. In: Die andere Seite des Himmels. 1961.
- Green Fingers (1956)
  - Deutsch: Die grünen Finger. Übersetzt von Clark Darlton. In: Die andere Seite des Himmels. 1961.
- The Next Tenants (Reihe Tales from the White Hart; 1956)
  - Deutsch: Die nächsten Mieter. Übersetzt von Hilde Linnert. In: Geschichten aus dem Weißen Hirschen. 1984.
- A Question of Residence (in: Venture to the Moon, 1956)
  - Deutsch: Nur eine Frage des Wohnorts. Übersetzt von Clark Darlton. In: Die andere Seite des Himmels. 1961.
- The Ultimate Melody (Reihe Tales from the White Hart; 1956)
  - Deutsch: Die elementare Melodie. Übersetzt von Hilde Linnert. In: Geschichten aus dem Weißen Hirschen. 1984.
- Watch This Space (1956)
  - Deutsch: Die Invasion. Übersetzt von Clark Darlton. In: Die andere Seite des Himmels. 1961.

1957
- Cold War (in: Arthur C. Clarke: Tales from the White Hart, 1957)
  - Deutsch: Kalter Krieg. Übersetzt von Hilde Linnert. In: Geschichten aus dem Weißen Hirschen. 1984.
- Critical Mass (in: Arthur C. Clarke: Tales from the White Hart, 1957)
  - Deutsch: Kritische Masse. Übersetzt von Hilde Linnert. In: Geschichten aus dem Weißen Hirschen. 1984.
- The Defenestration of Ermintrude Inch (in: Arthur C. Clarke: Tales from the White Hart, 1957)
  - Deutsch: Der Fenstersturz von Ermintrude Inch. Übersetzt von Hilde Linnert. In: Geschichten aus dem Weißen Hirschen. 1984.
- The Man Who Ploughed the Sea (in: Arthur C. Clarke: Tales from the White Hart, 1957)
  - Deutsch: Die Schätze des Meeres. Übersetzt von Wulf H. Bergner. In: Sam Moskowitz und Roger Elwood (Hrsg.): Der Robotspion. Heyne SF&F #3150, 1969.
- Moving Spirit (in: Arthur C. Clarke: Tales from the White Hart, 1957)
  - Deutsch: Treibender Geist. Übersetzt von Hilde Linnert. In: Geschichten aus dem Weißen Hirschen. 1984.
- Sleeping Beauty (in: Arthur C. Clarke: Tales from the White Hart, 1957; auch: The Case of the Snoring Heir)
  - Deutsch: Dornröschen. Übersetzt von Hilde Linnert. In: Geschichten aus dem Weißen Hirschen. 1984.
- Feathered Friend (in: Infinity Science Fiction, September 1957)
  - Deutsch: Der gefiederte Freund. Übersetzt von Heinz Bingenheimer und Clark Darlton. In: Die andere Seite des Himmels. 1961.
- Special Delivery (in: Infinity Science Fiction, September 1957)
  - Deutsch: Sonderzuteilung. Übersetzt von Clark Darlton. In: Die andere Seite des Himmels. 1961.
- Take a Deep Breath (in: Infinity Science Fiction, September 1957)
  - Deutsch: Nimm einen tiefen Atemzug… Übersetzt von Clark Darlton. In: Die andere Seite des Himmels. 1961. Auch als: Die Vakuum-Atmer. Übersetzt von Birgit Reß-Bohusch. In: Arthur C. Clarke: Komet der Blindheit. Heyne SF&F #3239/3240, 1971. Auch als: Hur-rr-a-a-ah-. Übersetzt von Tony Westermayr. In: Isaac Asimov, Martin H. Greenberg und Joseph D. Olander (Hrsg.): Feuerwerk der SF. Goldmann (Edition '84: Die positiven Utopien #8), 1984, ISBN 3-442-08408-3.
- The Call of the Stars (in: Infinity Science Fiction, October 1957)
  - Deutsch: Der Ruf der Sterne. Übersetzt von Clark Darlton. In: Die andere Seite des Himmels. 1961.
- Freedom of Space (in: Infinity Science Fiction, October 1957)
  - Deutsch: Freiheit des Weltraums. Übersetzt von Clark Darlton. In: Die andere Seite des Himmels. 1961.
- Passer By (in: Infinity Science Fiction, October 1957)
  - Deutsch: Ein Besucher zieht vorbei. Übersetzt von Clark Darlton. In: Die andere Seite des Himmels. 1961.
- Call of the Stars (1957)
  - Deutsch: Der Ruf der Sterne. Übersetzt von Heinz Bingenheimer. In: Die andere Seite des Himmels. 1961.
- Let There Be Light (in: Playboy, February 1958)
  - Deutsch: Todesstrahlen. Übersetzt von Tony Westermayr. In: Unter den Wolken der Venus. 1963.
- The Other Side of the Sky (in: Infinity Science Fiction, October 1957)
- Take a Deap Breath (1957)
  - Deutsch: Nimm einen tiefen Atemzug. Übersetzt von Heinz Bingenheimer und Tony Westermayr. In: Die andere Seite des Himmels. 1961.

1958
- Out from the Sun (in: If, February 1958; auch: Out of the Sun)
  - Deutsch: Aus der Sonne heraus. Übersetzt von Clark Darlton. In: Die andere Seite des Himmels. 1961. Auch als: Aus dem Innern der Sonne. In: SF Perry Rhodan Magazin, 2/79. Pabel, 1979.
- Cosmic Casanova (in: Venture Science Fiction Magazine, May 1958)
  - Deutsch: Der kosmische Casanova. Übersetzt von Clark Darlton. In: Die andere Seite des Himmels. 1961.
- The Stroke of the Sun (in: Galaxy Science Fiction, September 1958; auch: A Slight Case of Sunstroke, 1962)
  - Deutsch: Das Entscheidungsspiel. Übersetzt von Tony Westermayr. In: Unter den Wolken der Venus. 1963.
- Who’s There? (in: New Worlds Science Fiction, #77 November 1958; auch: The Haunted Spacesuit, 1970; auch: The Haunted Space Suit, 1963)
  - Deutsch: Der verhexte Raumanzug. Übersetzt von Tony Westermayr. In: Unter den Wolken der Venus. 1963.
- The Songs of Distant Earth (in: If, June 1958)
  - Deutsch: Die Lieder der fernen Erde. Übersetzt von Heinz Bingenheimer. In: Die andere Seite des Himmels. 1961.

1959
- Journey By Earthlight (1959, in: The Challenge of the Spaceship)
  - Deutsch: Ausflug bei Erdschein. Übersetzt von Heinz Gartmann. In: Über den Himmel hinaus: Unser Leben im Zeichen der Raumfahrt. Econ, 1960.
- Out of the Cradle, Endlessly Orbiting… (in: Dude, March 1959)
  - Deutsch: Wiege im All. Übersetzt von Tony Westermayr. In: Unter den Wolken der Venus. 1963.
- Report on Planet Three (1959, in: The Challenge of the Spaceship)
  - Deutsch: Bericht über Planet drei. Übersetzt von Heinz Gartmann. In: Über den Himmel hinaus: Unser Leben im Zeichen der Raumfahrt. Econ, 1960.

1960
- I Remember Babylon (in: Playboy, May 1960)
  - Deutsch: Sensation aus dem Äther. Übersetzt von Tony Westermayr. In: Unter den Wolken der Venus. 1963.
- Crime on Mars (in: Ellery Queen’s Mystery Magazine, July 1960; auch: Trouble with Time, 1961)
  - Deutsch: Meridian City. Übersetzt von Charlotte Winheller. In: Charlotte Winheller (Hrsg.): Das letzte Element. Heyne Allgemeine Reihe #224, 1963. Auch als: Die Sirenengöttin. Übersetzt von Tony Westermayr. In: Unter den Wolken der Venus. 1963.
- Inside the Comet (in: The Magazine of Fantasy and Science Fiction, October 1960; auch: Into the Comet, 1962)
  - Deutsch: Die Gefangenen des Kometen. Übersetzt von Tony Westermayr. In: Unter den Wolken der Venus. 1963.
- Summertime on Icarus (1960; auch: Incident on Icarus, 1974)
  - Deutsch: Sommer auf Ikarus. Übersetzt von Tony Westermayr. In: Unter den Wolken der Venus. 1963.

1961
- Saturn Rising (in: The Magazine of Fantasy and Science Fiction, March 1961)
  - Deutsch: Saturn im Morgenlicht. Übersetzt von Charlotte Winheller. In: Charlotte Winheller (Hrsg.): Saturn im Morgenlicht. Heyne Allgemeine Reihe #214, 1963. Auch als: Der Traumplanet. Übersetzt von Tony Westermayr. In: Unter den Wolken der Venus. 1963.
- Death and the Senator (in: Analog Science Fact → Fiction, May 1961)
  - Deutsch: Der Mächtige. Übersetzt von Tony Westermayr. In: Unter den Wolken der Venus. 1963. Auch als: Der Senator und der Tod. Übersetzt von Birgit Bohusch und Walter Brumm. In: Helmuth W. Mommers und Arnulf D. Krauß (Hrsg.): 8 Science Fiction Stories. Heyne-Anthologien #23, 1967. Auch als: Der Tod und der Senator. Übersetzt von Winfried Czech. In: Isaac Asimov und Martin H. Greenberg (Hrsg.): Wahltag 2090. Bastei Lübbe Paperback #28181, 1989, ISBN 3-404-28181-0.
- Before Eden (in: Amazing Stories, June 1961)
  - Deutsch: Unter den Wolken der Venus. Übersetzt von Tony Westermayr. In: Unter den Wolken der Venus. 1963.
- At the End of the Orbit (in: If, November 1961; auch: Hate, 1962)
  - Deutsch: Vergeltung auf dem Meeresgrund. Übersetzt von Tony Westermayr. In: Unter den Wolken der Venus. 1963.
- The Food of the Gods (1961)
  - Deutsch: Götterspeise. Übersetzt von Leni Sobez. In: Science-Fiction-Stories 37. Ullstein 2000 #69 (3054), 1974, ISBN 3-548-03054-8. Auch als: Die Speise der Götter. Übersetzt von Michael Nagula. In: Ein Treffen mit Medusa. 1986.

1962
- Moon Dog (in: Galaxy Magazine, April 1962; auch: Dog Star)
  - Deutsch: Die zweite Warnung. Übersetzt von Tony Westermayr. In: Unter den Wolken der Venus. 1963. Auch als: Mondhund. Übersetzt von Helmuth W. Mommers und Wulf H. Bergner. In: Walter Ernsting (Hrsg.): 9 Science Fiction-Stories. Heyne-Anthologien #14, 1965.
- An Ape About the House (1962, in: Arthur C. Clarke: Tales of Ten Worlds)
  - Deutsch: Künstler unter sich. Übersetzt von Tony Westermayr. In: Unter den Wolken der Venus. 1963.
- Maelstrom II (1962)
  - Deutsch: Mahlstrom II. Übersetzt von Michael Nagula. In: Science-Fiction-Stories 37. Ullstein 2000 #69 (3054), 1974, ISBN 3-548-03054-8.
- The Shining Ones (1962)
  - Deutsch: In dunklen Tiefen. Übersetzt von Leni Sobez. In: Science-Fiction-Stories 37. Ullstein 2000 #69 (3054), 1974, ISBN 3-548-03054-8. Auch als: Die Leuchtenden. Übersetzt von Michael Nagula. In: Ein Treffen mit Medusa. 1986.

1963
- Dial „F“ for Frankenstein (1963)
  - Deutsch: Geburtsstunde. Übersetzt von Leni Sobez. In: Science-Fiction-Stories 37. Ullstein 2000 #69 (3054), 1974, ISBN 3-548-03054-8. Auch als: Wähle F wie Frankenstein. Übersetzt von Michael Nagula. In: Ein Treffen mit Medusa. 1986.
- The Last Command (1963)
  - Deutsch: Der letzte Befehl. Übersetzt von Michael Nagula. In: Science-Fiction-Stories 37. Ullstein 2000 #69 (3054), 1974, ISBN 3-548-03054-8.
- Playback (1963)
  - Deutsch: Playback. Übersetzt von Michael Nagula. In: Science-Fiction-Stories 37. Ullstein 2000 #69 (3054), 1974, ISBN 3-548-03054-8.
- Reunion (1963)
  - Deutsch: Heimkehr. Übersetzt von Leni Sobez. In: Science-Fiction-Stories 37. Ullstein 2000 #69 (3054), 1974, ISBN 3-548-03054-8. Auch als: Wiedervereinigung. Übersetzt von Michael Nagula. In: Ein Treffen mit Medusa. 1986.
- The Secret (1963)
  - Deutsch: Frohe Botschaft. Übersetzt von Leni Sobez. In: Science-Fiction-Stories 37. Ullstein 2000 #69 (3054), 1974, ISBN 3-548-03054-8. Auch als: Das Geheimnis. Übersetzt von Michael Nagula. In: Ein Treffen mit Medusa. 1986.

1964
- The Sunjammer (in: Boys’ Life, March 1964; auch: The Wind from the Sun, 1972)
  - Deutsch: Vor dem Sonnenwind. Übersetzt von Michael Nagula. In: Science-Fiction-Stories 37. Ullstein 2000 #69 (3054), 1974, ISBN 3-548-03054-8. Auch als: Sunjammer. Schöningh, Paderborn 1976, ISBN 3-506-43013-0.
- The Light of Darkness (1964)
  - Deutsch: Verblendung. Übersetzt von Leni Sobez. In: Science-Fiction-Stories 37. Ullstein 2000 #69 (3054), 1974, ISBN 3-548-03054-8. Auch als: Das Licht der Finsternis. Übersetzt von Michael Nagula. In: Ein Treffen mit Medusa. 1986.

1966
- A Recursion in Metastories (in: Galaxy Magazine, October 1966; auch: The Longest Science-Fiction Story Ever Told, 1972)
  - Deutsch: Die längste Science-Fiction-Geschichte, die je erzählt wurde … Übersetzt von Leni Sobez. In: Science-Fiction-Stories 37. Ullstein 2000 #69 (3054), 1974, ISBN 3-548-03054-8. Auch als: Die längste SF-Geschichte, die jemals erzählt wurde. Übersetzt von Michael Nagula. In: Ein Treffen mit Medusa. 1986.
- The Cruel Sky (1966)
  - Deutsch: Gipfelstürmer. Übersetzt von Leni Sobez. In: Science-Fiction-Stories 37. Ullstein 2000 #69 (3054), 1974, ISBN 3-548-03054-8. Auch als: Der grausame Himmel. Übersetzt von Michael Nagula. In: Ein Treffen mit Medusa. 1986.
- Crusade (1966)
  - Deutsch: Kosmischer Kreuzzug. Übersetzt von Leni Sobez. In: Science-Fiction-Stories 37. Ullstein 2000 #69 (3054), 1974, ISBN 3-548-03054-8. Auch als: Kreuzzug. Übersetzt von Michael Nagula. In: Ein Treffen mit Medusa. 1986.
- Love That Universe (1966)
  - Deutsch: Kraft der Liebe. Übersetzt von Leni Sobez. In: Science-Fiction-Stories 37. Ullstein 2000 #69 (3054), 1974, ISBN 3-548-03054-8. Auch als: Liebt das Universum! Übersetzt von Michael Nagula. In: Ein Treffen mit Medusa. 1986.

1967
- Herbert George Morley Roberts Wells, Esq. (1967)
  - Deutsch: Herbert George Morley Roberts Wells, Esq. Übersetzt von Leni Sobez. In: Science-Fiction-Stories 37. Ullstein 2000 #69 (3054), 1974, ISBN 3-548-03054-8. Auch als: Euer Wohlgeboren, Herbert George Morley Roberts Wells. Übersetzt von Michael Nagula. In: Ein Treffen mit Medusa. 1986.

1970
- Neutron Tide (in: Galaxy Magazine, May 1970)
  - Deutsch: Totalschaden. Übersetzt von Leni Sobez. In: Science-Fiction-Stories 37. Ullstein 2000 #69 (3054), 1974, ISBN 3-548-03054-8. Auch als: Neutronenflut. Übersetzt von Michael Nagula. In: Ein Treffen mit Medusa. 1986.

1971
- Transit of Earth (in: Playboy, January 1971)
  - Deutsch: Schicksal im Sand. Übersetzt von Leni Sobez und Heinz Nagel. In: Walter Spiegl (Hrsg.): Science-Fiction-Stories 45. Ullstein 2000 #85 (3109), 1975, ISBN 3-548-03109-9. Auch als: Der Durchgang der Erde. Übersetzt von Michael Nagula. In: Ein Treffen mit Medusa. 1986. Auch als: Transit. Übersetzt von Malte Heim. In: Josh Pachter (Hrsg.): Top Science Fiction. Heyne SF&F #4352, 1987, ISBN 3-453-00431-0.
- A Meeting with Medusa (in: Playboy, December 1971; Teil 1–3: A Day to Remember, 1974; Teil 4: Journey to Jupiter, 1974; Teil 5: Voices of the Deep, 1974; Teil 6: Wheels of Poseidon, 1974; Teil 7: Meeting with Medusa, 1974; Teil 8: Prime Directive, 1974; Teil 9: Between Two Worlds, 1974)
  - Deutsch: Medusa. Übersetzt von Heinz Nagel. In: Terry Carr (Hrsg.): Die Welt, die Dienstag war. König Taschenbücher #7, 1973, ISBN 3-8082-0025-1. Auch als: Titanenkampf. Übersetzt von Leni Sobez. In: Walter Spiegl (Hrsg.): Science-Fiction-Stories 43. Ullstein 2000 #81 (3096), 1974, ISBN 3-548-03096-3. Auch als: Treffen mit Medusa. Übersetzt von Eva Malsch. In: Isaac Asimov (Hrsg.): Das Treffen mit Medusa und andere „Nebula“-Preis-Stories 4. Moewig (Playboy Science Fiction #6728), 1982, ISBN 3-8118-6728-8. Auch als: Begegnung mit Medusa. Übersetzt von Eva Malsch. In: Wolfgang Jeschke (Hrsg.): Heyne Science Fiction Jahresband 1984. Heyne SF&F #4060, 1984, ISBN 3-453-31007-1. Auch als: Ein Treffen mit Medusa. Übersetzt von Eva Malsch. In: Ein Treffen mit Medusa. Bastei Lübbe Science Fiction Special #24086, 1986, ISBN 3-404-24086-3.

1972
- The Lost Worlds of 2001 (1972, in: Arthur C. Clarke: The Lost Worlds of 2001)
  - Deutsch: Die verlorenen Welten von 2001. Übersetzt von Tony Westermayr. In: Jürgen Mercker (Hrsg.): Solaris 1983 / 3. Mercker Solaris #3, 1983 (Auszug).
- View from the Year 2000 (1972, in: Arthur C. Clarke: The Lost Worlds of 2001)

1977
- Quarantine (in: Isaac Asimov’s Science Fiction Magazine, Spring 1977)
- When the Twerms Came (1977, in: The View from Serendip)

1986
- The Steam-Powered Word Processor (in: Analog Science Fiction/Science Fact, September 1986)

1987
- siseneG (1987, in: Arthur C. Clarke: The Wind from the Sun)
- On Golden Seas (in: Omni, May 1987)

1988
- The Shot from the Moon (1988, in: Edward Blishen (Hrsg.): Science Fiction Stories)

1992
- ’If you gotta message …’ (1992, in: How the World Was One: Beyond the Global Village)

1997
- The Wire Continuum (1997; mit Stephen Baxter)
  - Deutsch: Das Draht-Kontinuum. Übersetzt von Martin Gilbert. In: Wolfgang Jeschke (Hrsg.): Auf der Straße nach Oodnadatta. Heyne SF&F #6380, 2001, ISBN 3-453-18780-6.

1998
- The Fate of Fu Manchu (1998)

1999
- The Century Syndrome (1999, in: Greetings, Carbon-Based Bipeds!: Collected Essays 1934–1998)
- Encyclical (1999, in: Greetings, Carbon-Based Bipeds!: Collected Essays 1934–1998)
- Improving the Neighbourhood (in: Nature, November 4, 1999; auch: Improving the Neighborhood, 2007)

2000
- Holiday on the Moon (2000, in: Arthur C. Clarke: The Collected Stories of Arthur C. Clarke)
- Hibernaculum 46 (2000, in: Collector’s Edition; mit Stephen Baxter)

2006
- The Billion-Ton Diamond (2006, in: Michael Laine und Bill Fawcett (Hrsg.): Liftport: Opening Space to Everyone)
- The End of the Line (2006, in: Michael Laine und Bill Fawcett (Hrsg.): Liftport: Opening Space to Everyone)

2007
- Time Gentlemen Please (in: Arthur C. Clarke: Tales from the White Hart, 2007; mit Stephen Baxter)

2008
- The Third Preamble: Atmospheric Testing (2008, in: Arthur C. Clarke und Frederik Pohl: The Last Theorem; mit Frederik Pohl)

### Sachliteratur
- Interplanetary Flight: An Introduction to Astronautics. Temple Press, London 1950.
- The Exploration of Space. Temple Press, London 1951. Erweiterte Ausgaben 1959 und 1979.
  - Deutsch: Vorstoss ins All. Franckh, 1953.
- The Exploration of the Moon. Illustrationen von R. A. Smith. 1954
- The Young Traveller in Space. Phoenix House, London 1954. Andere Ausgaben: Going Into Space. Harper and Row, New York 1954. The Scottie Book of Space Travel. Transworld Publishers, London 1957.
  - Deutsch: Vor dem Start in den Weltraum. Weiss, 1955.
- Blue Planet Trilogy. Photos von Mike Wilson. 1956–1964:
  - The Coast of Coral. Harper & Brothers, New York 1956.
    - Deutsch: Im Dschungel der Korallen. Übersetzt von Werner DeHaas. Albert Müller, 1959.

  - The Reefs of Taprobane : Underwater Adventures around Ceylon. Harper, New York 1957.
  - The Treasure of the Great Reef. Photos von Mike Wilson. Harper & Row, New York 1964.
- The Making of a Moon: The Story of the Earth Satellite Program. Harper, New York 1957.
- Boy Beneath the Sea. Photos von Mike Wilson. Harper, New York 1958.
- Voice Across the Sea. HarperCollins, New York 11958.
- The Challenge of the Space Ship : Previews of Tomorrow’s World. Harper, New York 1959.
  - Deutsch: Über den Himmel hinaus : Unser Leben im Zeichen der Raumfahrt. Übersetzt von Heinz Gartmann.  Econ, 1960.
- The Challenge of the Sea. Holt, Rinehart and Winston, New York 1960.
- The First Five Fathoms. Photos von Mike Wilson. Harper, New York 1960.
- Indian Ocean Adventure. Photos von Mike Wilson. Harper, New York 1961.
- Profiles of the Future : An Inquiry into the Limits of the Possible. Gollancz, London 1962. Aktualisierte Neuausgaben 1973, 1984 und 1999 als Millennium Edition.
  - Deutsch: Im höchsten Grade phantastisch. Übersetzt von Karl Mönch. Econ, 1963. Neuausgabe: Profile der Zukunft. Übersetzt von Alexandra von Reinhardt. Heyne Sachbuch #7240, 1984, ISBN 3-453-01905-9.
- Man and Space. Life, 1964. 
  - Deutsch: Mensch und Weltraum. Übersetzt von Werner Bollkämper. Time-Life Books, 1965.
- Indian Ocean Treasure. Photos von Mike Wilson. Harper, New York 1964.
- Voices from the Sky : Previews of the Coming Space Age. Harper & Row, New York 1965.
  - Deutsch: Eine neue Zeit bricht an : Elektronik und Raumfahrt verändern die Welt. Econ, 1968.
- The Coming of the Space Age (1967)
  - Deutsch: Wege in den Weltraum. Econ, 1969.
- The Promise of Space. Harper, New York 1968.
  - Deutsch: Unsere Zukunft im Weltall. Übersetzt von Peter Behrens. Lübbe, 1969.
- mit Robert Silverberg: Into Space : A Young Person’s Guide to Space. Harper & Row, New York 1971.
- Beyond Jupiter : The Worlds of Tomorrow. Illustrationen von Chesley Bonestell. Little & Brown, 1972.
- Report on Planet Three and Other Speculations. Harper & Row, New York 1972.
  - Deutsch: Berichte über einen kleinen blauen Planeten. Bastei Lübbe Allgemeine Reihe #13027, 1985, ISBN 3-404-13027-8.
- The Lost Worlds of 2001. Sidgwick and Jackson, London 1972. Über die Entstehung von Drehbuch und Film.
  - Deutsch: 2001 – Aufbruch zu verlorenen Welten. Goldmann Science Fiction #23426, 1983, ISBN 3-442-23426-3.
- The View from Serendip. Random House, 1977.
- The Odyssey File. Making of 2010. Briefwechsel mit Peter Hyams. Panther Books, London 1984 (New York 1985).
- 1984, Spring : A Choice of Futures. Ballantine Books, New York 1984.
- Ascent to Orbit, a Scientific Autobiography : The Technical Writings of Arthur C. Clarke. John Wiley & Sons, New York 1984.
- 20 July 2019: Life in the 21st Century. Macmillan Publishing Company, 1986.
  - Deutsch: 2019-07-20: Ein Tag im 21. Jahrhundert. Ullstein, 1987, ISBN 3-550-07817-X.
- Astounding Days : A Science Fictional Autobiography. Gollancz, London 1989.
- How the World Was One : Beyond the Global Village. Auch als: How the World Was One: Towards the Tele-Family of Man. Gollancz, London 1992.
- By Space Possessed. Gollancz, London 1993.
- The Snows of Olympus : A Garden on Mars. London: Gollancz 1994.
- Childhood Ends : The Earliest Writings of Arthur C. Clarke. Portentous Press, Rochester 1996.
- Greetings, Carbon-Based Bipeds! : Collected Works 1934–1988. Harper Collins, London 1999.

## Verfilmungen (Auswahl)
- 1968: 2001: Odyssee im Weltraum (2001: A Space Odyssey)
- 1984: 2010: Das Jahr, in dem wir Kontakt aufnehmen (2010: The Year We Make Contact)
- 1994: Gefangen im All (Trapped in Space)
- 2015: Childhood’s End (Miniserie)